# Goodyear (bedrijf)
Goodyear is gesticht in 1898 door Frank Seiberling. Tegenwoordig is het bedrijf de op twee na grootste banden- en rubberproducent ter wereld. Het Amerikaanse bedrijf produceert banden voor auto's, vliegtuigen en zware machines. Ook produceren ze rubber voor brandslangen, schoenzolen en onderdelen voor elektrische printers.

## Activiteiten
Goodyear is een belangrijke producent van luchtbanden voor allerlei voertuigen als personen-, bestel- en vrachtwagens. Het produceert ook banden voor landbouwvoertuigen en vliegtuigen. Het beschikt over 57 fabrieken in zo'n 23 landen. De totale productiecapaciteit is iets meer dan 200 miljoen banden op jaarbasis.
De producten van Goodyear worden in bijna alle landen verkocht. In 2022 verkocht Goodyear 185 miljoen banden, waarvan 95 miljoen in Noord-Amerika. In Europe, Midden Oosten en Afrika werden 55 miljoen stuks afgezet. De autofabrikanten nemen een vijfde van alle banden af en de vervangingsmarkt de overige 80%. Verder beschikt Goodyear over 2500 vestigingen waar particulieren en bedrijven terechtkunnen voor service en onderhoud. De meest bekende merknamen van het bedrijf zijn Goodyear, Cooper en Dunlop, andere merken zijn The Kelly, Mastercraft, Roadmaster, Debica, Sava en Fulda. Bij Goodyear werken zo'n 74.000 mensen.
In juni 2021 werd Cooper Tire overgenomen voor US$ 2,5 miljard. Cooper is met circa 10.000 medewerkers op de op vier na grootste bandenfabrikant in Noord-Amerika. De banden werden verkocht onder de merknamen Cooper, Mastercraft, Roadmaster en Mickey Thompson.
In 2021 was Goodyear het op twee na grootste bandenbedrijf ter wereld, na Bridgestone die een omzet had van US$ 29 miljard en Michelin met een omzet van US$ 28 miljard.

### Resultaten
De resultaten van Goodyear vanaf 2008 staan in de tabel hieronder weergegeven.
| Jaar | Omzet    | Netto- resultaat | Bandenverkoop (in stuks) |
| ---- | -------- | ---------------- | ------------------------ |
| 2008 | $ 19.488 | $ –77            | 184,5                    |
| 2009 | $ 16.301 | $ –375           | 167,0                    |
| 2010 | $ 18.832 | $ –216           | 180,8                    |
| 2011 | $ 22.767 | $ 321            | 180,6                    |
| 2012 | $ 20.992 | $ 212            | 164,0                    |
| 2013 | $ 19.540 | $ 629            | 162,3                    |
| 2014 | $ 18.138 | $ 790            | 162,0                    |
| 2015 | $ 16.443 | $ 307            | 166,2                    |
| 2016 | $ 15.158 | $ 1264           | 166,1                    |
| 2017 | $ 15.377 | $ 346            | 159,2                    |
| 2018 | $ 15.475 | $ 693            | 159,2                    |
| 2019 | $ 14.745 | $–311            | 155,3                    |
| 2020 | $ 12.321 | $–1254           | 126,0                    |
| 2021 | $ 17.478 | $ 764            | 169,3                    |
| 2022 | $ 20.805 | $ 202            | 184,5                    |

## Geschiedenis
- 1898 — Het bedrijf begint met 13 arbeiders. Er worden fietsen, rubberen zolen voor paardenhoefijzers en pokerchips geproduceerd.
- 1901 — Seiberling biedt Henry Ford aan om racebanden te leveren om deze op weg te helpen in het autoracen.
- 1908 — Het Model T van Ford wordt uitgerust met Goodyear banden.
- 1909 — De eerste vliegtuigband wordt gefabriceerd.
- 1911 — Het eerste luchtschipzeil wordt geproduceerd.
- 1917 — Tijdens de Eerste Wereldoorlog worden luchtschepen en ballons geproduceerd voor het Amerikaanse leger.
- 1919 — De banden op de winnende auto van de Indianapolis 500 race zijn van Goodyear.
- 1922 — Door de economische depressie is Goodyear genoodzaakt te stoppen met de productie van racebanden.
- 1926 — Goodyear is uitgegroeid tot de grootste rubberproducent ter wereld.
- 1935 — Concurrent Kelly-Springfield Tire wordt overgenomen.
- 1942 — Wint het contract om Corsair gevechtsvliegtuigen te produceren voor het Amerikaanse leger.
- 1956 — De door Goodyear beheerde U235 atoombewerkingscentrale opent in Ohio.
- 1958 — In een poging om het verkregen imago van saai, oncreatief bedrijf van zich af te werpen, werpt Goodyear zich terug in de racebanden productie.
- 1966 — De banden van de wagen van de wereldkampioen Formule 1 zijn voor het eerst van Goodyear.
- 1969 — Door substantiële uitbreiding wordt een verkoopcijfer van US$3 miljard gehaald.
- 1974 — De jaaromzet bedraagt US$5 miljard en Goodyear heeft vestigingen in 34 landen.
- 1978 — Een ongebruikte bandenfabriek zal gebruikt worden als een onderzoeks- en designcentrum met een budget van US$75 miljoen.
- 1979 — Goodyear Aerospace produceert de MPP computer, een massieve parallelle supercomputer voor het Goddard ruimtevaartcentrum van de NASA.
- 1982 — Goodyear banden verschijnen in de film The Junkman met H.B. Halicki.
- 1984 — Wereldwijde verkoopcijfers bedragen US$10 miljard.
- 1985 — Het Japanse Sumitomo verkoopt een belang van zo'n 75% van Dunlop Tyres aan Goodyear.
- 1986 — Sir James Goldsmith & investeerdersgroep Hanson zetten een overnamepoging in door 11% van de Goodyear aandelen te bemachtigen.
- 1987 — Om de poging tot overname van Goldsmith te blokkeren en om andere overnamepogingen te vermijden, rondt Goodyear een grote herstructurering af, waarin ze dochterbedrijven verkoopt en onrendabele fabrieken sluit. Goodyear Aerospace wordt in dat jaar verkocht aan Loral Corporation voor US$640 miljoen.
- 1987 — Goodyear kondigt de voltooiing van een "All American" pijpleiding aan die van Californië naar Texas loopt.
- 1988 — Kondigt plannen aan om een hypermoderne bandenfabriek op te starten in Napanee, Ontario, Canada ter waarde van US$320 miljoen.
- 1994 — Goodyear opent een elektronische winkel op het CompuServe netwerk.
- 2004 — Lanceert "Assurance Tire" met "Triple Tred" technologie voor alle weersomstandigheden.
- 2005 — Lanceert "Wrangler & Fortera Tires" met "Silent Armor" technologie met kevlar.
- 2005 — Lanceert "Fortera Tires" met "Triple Tred" technologie voor terreinwagens en SUV's.
- 2008 — Lanceert "Run-flat".
- 2009 — Dunlop ontwikkelt banden voor "innovatieve Pininfarina BlueCar".
- 2009 — Goodyear lanceert "Optitrac".
- 2015 — Per 1 oktober staakten Sumitomo Rubber en Goodyear de samenwerking binnen Dunlop Tyres na 16 jaar.[8] Goodyear koopt het 25% aandelenbelang van Sumitomo in Goodyear Dunlop Tires Europe en Sumitomo neemt van Goodyear het 75% aandelenbelang in Goodyear Dunlop Tires North America over.[8]
- 2021 — Op 7 juni werd de overname van Cooper Tire afgerond.

## Trivia
- Charles Goodyear, die in 1839 het gevulkaniseerd rubber uitvond, was niet betrokken bij het bedrijf. Het bedrijf is enkel naar hem vernoemd.
- Het bedrijf is bekend door zijn beroemde blimps met het Goodyear-logo op de zijkant. Een ervan bezocht Nederland in 1962. België was in 2010 aan de beurt.